# Rodenticid
Rodenticidi so pripravki za zatiranje glodavcev. Sredstva za zatiranje delujejo neselektivno in so zato zelo nevarna za ostale živali ter človeka. Učinkujejo tako, da zavirajo vezavo oz. pripravo K vitamina, ki pa je pomemben pri strjevanju krvi. Simptomi zastrupitve se lahko pokažejo več dni po zaužitju sredstva, najpogostejši prvi znaki so: zaspanost, potrtost pri živalih, oteženo dihanje, izgubljen apetit. Sekundarni znaki zastrupitve so notranje krvavitve, ki jim sledijo zunanje (rana se ne celi več, krvava slina in urin, tudi blato). Zastrupitev se potrdi s preiskavo krvi, koagulacijskimi testi, rentgenom in biokemijsko preiskavo. 
V preteklosti so kot rodenticide uporabljali anorganske spojine kot na primer talijev sulfat, aluminijev fosfid, barijev karbonat, itd. Danes se največkrat uporabljajo spojine kot so: fluoroocetna kislina in njeni derivati, cink fosfid, piriminil, antikoagulanti krvi, norbormid, itd.